# The Message (canción)
«The Message» es una canción de hip hop del grupo Grandmaster Flash and the Furious Five. Sugar Hill Records la publicó como sencillo en 1982 y en menos de un mes logró ser disco de platino. Posteriormente, apareció en el álbum The Message. Suele ser reconocida frecuentemente como la grabación más importante de la historia del hip hop. Se trata del primer disco de hip hop en entrar en el archivo nacional estadounidense de grabaciones históricas. Según el sitio agregador de listas Acclaimed Music, es la 24.ª canción más aclamada por los críticos de todos los tiempos.
Aunque no es el primer tema del género en hablar sobre las luchas y frustraciones de vivir en el ghetto, la canción si fue la primera en hacer que la letra predominase sobre la música. Este tema fue escrito y tocado por Ed "Duke Bootee" Fletcher, músico de estudio de Sugar Hill, y por el MC de los Furious Five Melle Mel. Parte de las letras de Melle Mel en "The Message" fueron tomadas directamente de "Supperrappin", un tema que había grabado tres años antes. Flash y otros miembros de The Furious Five, aunque aparecen en los créditos del disco, no mostraron interés por el mismo y no suelen mostrar demasiado cariño por la grabación. En el vídeo del tema, los versos de Fletcher son cantados en playback por Rahiem, miembro del grupo.
Se han hecho diferentes remixes del tema en 1995 y 1997.
Fue clasificada en el puesto #5 del ranking de VH1 "100 Greatest Songs of Hip Hop".